# ジャウマ・サントス
ジャウマ・ペレイラ・ディアス・ドス・サントス（Djalma Pereira Dias dos Santos, 1929年2月27日 - 2013年7月23日）は、ブラジル・サンパウロ出身の元サッカー選手。現役時代のポジションはディフェンダー（サイドバック）。 
過去4度のワールドカップに出場し、うち1958年スウェーデン大会、1962年チリ大会で2度の優勝を勝ち取った、ブラジル代表史上最高のディフェンダーの1人。その傑出した守備能力はもとより、好機時には右サイドを果敢に攻め上がり、ペレやガリンシャらを擁する強力なブラジル攻撃陣の一翼を担った。37歳で引退するまでの代表キャップ数は非公式記録を含めると111を数え、ブラジル史上初めて代表100キャップを達成した選手として知られる。
レギュラーメンバーとして出場した1962年W杯チリ大会では、決勝の対チェコスロバキア戦において、3点目となるババのゴールをアシストしている。太陽が照りつける日中の試合で、高く放物線を描くロングフィードにより相手ゴールキーパーの目を眩ませるという頭脳的なプレーであった。
2004年、ペレが選ぶ偉大なサッカー選手「FIFA 100」の1人に選出された。
2013年7月23日、ミナスジェライス州の病院で腎不全のため死去。84歳没。
ニウトン・サントスとは、ワールドカップで3大会に渡り両サイドバックとしてコンビを組んだ。なお、血縁関係は無い。

## 代表歴
- 1952年 - 1968年 ブラジル代表
  - 通算98試合出場3得点 (公式記録)
  - 1952年4月10日 - 代表デビュー
  - 1954年 - ワールドカップスイス大会
  - 1958年 - ワールドカップスウェーデン大会 優勝
  - 1962年 - ワールドカップチリ大会 優勝
  - 1966年 - ワールドカップイングランド大会